# Leptocimex
Leptocimex (лат.) — род клопов семейства постельные клопы. Название рода происходит от др.-греч. λεπτος — «стройный».

## Описание
Тело клопов овальное суженное в передней части длиной 2,5—4,3 мм. Покровы тела шероховатые или морщинистые. Голова и грудь покрыты жёсткими и редкими щетинками. Полунадкрылья овальной формы. Они сильно редуцированы и посередине не соприкасаются. Заднегрудь зажата между тазиками средних ног. Расстояние между тазиками задних ног больше, чем такие же промежутки между тазиками передних и средних ног. Брюшко широко округлое, боковые их края сильно выпуклые.

## Биология
Паразитирует на летучих мышах, известны случаи нападения на человека.

## Классификация
Род описан французским энтомологом Эмилем Рубо в 1913 году. К нему относят четыре вида:
- Leptocimex boueti (Brumpt, 1910)
- Leptocimex duplicatus Usinger, 1959
- Leptocimex inordinatus Ueshima, 1968
- Leptocimex vespertilionis Ferris & Usinger, 1957

## Распространение
Виды рода встречаются в Африке (Судан, Египет), Ближнем Востоке (Ирак) и Южной Азии (Шри-Ланка, Индия, Таиланд).